# Andrésy
Andrésy ist eine französische Gemeinde mit 13.663 Einwohnern (Stand: 1. Januar 2022) in der Region Île-de-France im Département Yvelines. Sie gehört zum Arrondissement Saint-Germain-en-Laye und zum Kanton Conflans-Sainte-Honorine. Die Einwohner heißen Andrésiens.

## Geographie
Im Osten der Gemeinde mündet die Oise hier in die Seine, an deren nördlichen Ufer die Gemeinde liegt. Die Seine-Insel Île Nancy ist ein bekannter Naturpark. Umgeben wird Andrésy durch die Nachbargemeinden Maurecourt im Norden, Conflans-Sainte-Honorine im Nordosten und Osten, Achères im Südosten, Carrières-sous-Poissy im Süden und Chanteloup-les-Vignes im Westen.

## Geschichte
Der frühe Name des Ortes war Anderitianorum Parisii. Als ursprüngliche Siedlung Undresiacum ist die Siedlung bereits in der römischen Kaiserzeit bekannt gewesen. Bereits 710 enthält eine Urkunde Chilperichs II. den Ortsnamen Andresy.

## Sehenswürdigkeiten
- Merowinger-Gräberfeld
- Romanisches Kreuz

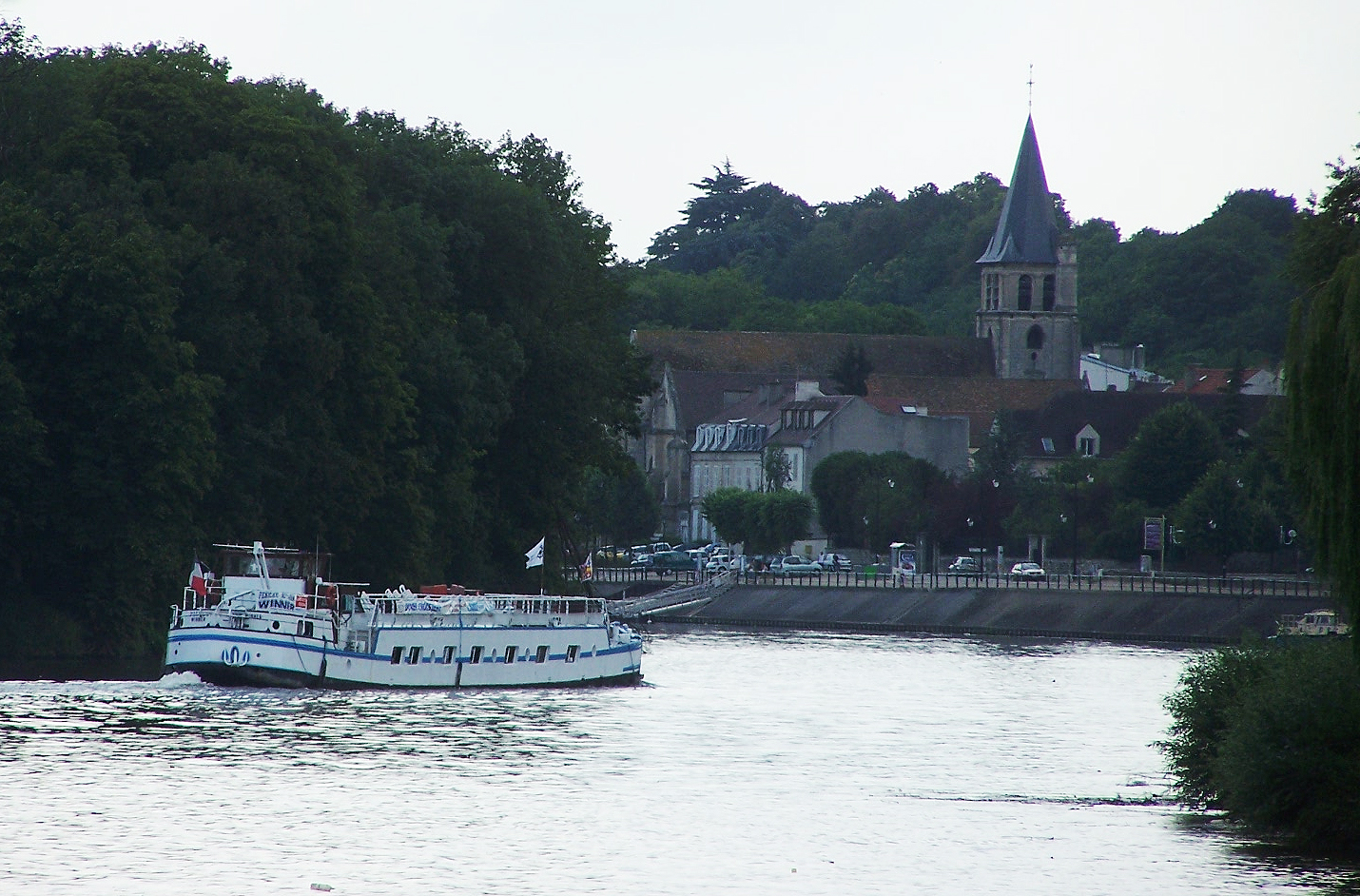
Kirche Saint-Germain-de-Paris von der Seine aus betrachtet

- Katholische Pfarrkirche Saint-Germain-de-Paris aus dem 12./13. Jahrhundert mit Bleiglasfenstern aus der Renaissance
- Château du Faÿ aus dem 15. Jahrhundert
- Château de la Barbannerie
- Mairie (1861 erbaut)
- Barrage-écluse d’Andrésy, ein Stauwehr aus dem Jahre 1959 mit Schleuse (1970 errichtet)

Siehe auch: Liste der Monuments historiques in Andrésy

## Partnerschaften
Andrésy unterhält Partnerschaften mit folgenden Kommunen:
- Haren (Ems), Niedersachsen, Deutschland, seit 1988
- Vlagtwedde, Provinz Groningen, Niederlande, seit 2000
- Oundle, Northamptonshire, Vereinigtes Königreich, seit 2001
- Międzyrzecz, Woiwodschaft Lebus, Polen, seit 2005
- Korgom, Niger, als Partnerschaft/Kooperation ausgestaltet seit 2001

## Persönlichkeiten
- Louis Lepic (1765–1827), General der Kavallerie
- Annie Ducaux (1908–1996), Schauspielerin
- Randy de Puniet (* 1981), MotoGP-Fahrer